# 陳廷驊
陳廷驊博士，OBE（1923年—2012年6月17日），浙江鄞县云龙镇（今属宁波市鄞州区）人，香港著名事业家，有「棉纱大王」、「地產大王」以至「窩輪大王」等讚誉。陳廷驊生前擔任南豐紡織聯合有限公司及南豐發展有限公司主席。陳廷驊的南丰集团是香港著名财团，于1989年在香港交易所除牌，因此资产不能准确得知，据估算超1000亿港元，仅次于长江实业。

## 生平
陳廷驊父輩在當地是以屠宰牛為業，陳廷驊二十多歲到上海學徒在浙江路香粉弄德國顏料大王周家（原寶慶路3號業主）周宗良。1949年陳陪同周家大少前往香港經商，後周少被騙自殺。1954年創辦南豐紡織有限公司，1969年南豐改組，成立南豐紡織聯合有限公司，並於1970年正式上市，同年成立陳廷驊基金會。1989年私有化南豐紡織聯合有限公司，在香港和內地捐助醫療、教育和福利事業，陳廷驊篤信佛教淨土宗，尤其樂捐巨貲大力支持佛學的傳佈。1976年陳廷驊進一步開拓業務，不但在海外如美國、新加坡、馬來西亞等地進行投資，同時亦在香港斥資數千萬元向太古洋行購入鰂魚涌地盤，興建南豐新邨，自此在地產界奠立穩固基礎。1992年陳廷驊連續發行15種備兌認股證，不出數月，股市大幅下調，陳廷驊眼光獨到，被譽為「備兌認股證大王」。
陳廷驊亦致力於保存國粹，提倡京劇，不但在內地資助興辦戲劇學校，培養新秀，亦時常贊助知名京劇團來港演出，對中國傳統藝術的倡導及香港文化生活的提高，貢獻良多。陳廷驊於1997年獲得英帝國官佐勳銜，更成為中國文化部最高文化藝術發展獎得主。此外，陳廷驊更為蘇浙、寧波、甬江、上海四所同鄉會永遠名譽會長，多種慈善基金會名譽會長或理事，為香港特別行政區第一屆行政長官推選委員會成員和明天會更好基金信託委員會成員，並擔任香港各界慶祝回歸委員會副主席。
與多數早年成功創業的第一代香港富豪一樣，年近古稀的陳廷驊已逐步將南豐集團的掌控權移交給他的女兒。1995年陳廷驊因患上嚴重的腦退化症（前稱老人癡呆症）2008年11月高等法院法官林文瀚宣佈他為「精神上無行為能力人士」（mentally incapacitated person），並按《精神健康條例》，委任會計師作監管人，託管其資產。外界盛傳陳廷驊早已立下遺囑，將接近95％遺產納入名下的慈善基金，只留下5％分配給家人。
自20世纪80年代，陳廷驊曾多次位列香港十大富豪。2010年，陳廷驊榮獲福布斯香港富豪榜第八位，但由於南豐集團于1989年退市，其資產價值難以核實，外界估計其商業王國資產高逾1,000億元。同年12月17日陳廷驊以每股作價5.6元，增持6.59億股遠洋地產，涉資36.9億元，其於遠地的持股由10.02%，大增至21.89%，成為第二大股東。此外，陳廷驊亦以個人名義持有多家上市公司的權益，包括2.43億股信置、7.07億股麗新發展以及5,611萬股花樣年。
陳廷驊的妻子楊福娥（又名楊福和）於2009年12月以他作出「不合理行為」，二人不能再共同生活為由向家事法庭申請離婚。雙方於2011年4月19日透過律師達成和解，同意按「分居一年」原則離婚，並就財產分配達成協議，由於附屬濟助及贍養費條款以保密形式處理，無法知道二人的財產分配。兩人育有兩名女兒，大女慧芳（Angela）及次女慧慧（Vivien）。陳慧慧於2009年接任集團董事長兼董事總經理，而她與前夫所生的3名子女張世成、張添珞和張添琳及男友司徒啟瑞亦陸續加入南豐管理層，陳廷驊則仍留任集團主席。但慧芳與慧慧因財產問題鬧不和，早年隨前夫移居美國的陳慧芳，於2006年與第二任丈夫返港並一直留守母親身邊，楊福娥於2010年11月入稟最高法院，指陳慧慧誤導或施以不當影響陳廷驊，於2003至2005年在夫婦及兩名女兒就一些房地產及私人財產，作了一些安排、分配、協議、信託聲明、轉移或轉讓時，令母親蒙受損失，故要求法庭頒令賠償、聲明、撤銷合約、強制履行合約或交代賬目等，表面是母女之爭，但背後疑是姊妹對弈。

## 離世
2010年陳廷驊被診斷患有前列腺癌第四期，於2012年6月初因癌病擴散，隨即被送入養和醫院深切治療部，期間病情反覆，直至6月17日凌晨3時（有說下午3時）病逝，終年89歲，其死訊於午間傳出後，有線電視及now率先發放死訊，部份網上即時新聞亦陸續跟進報道，但直到傍晚仍未獲南豐或陳廷驊家族證實，香港兩間免費電視台（即無綫電視及亞洲電視）均沒有報導死訊。
由於傳說紛紜，鑑於陳廷驊證實患上腦退化症後，依據《精神健康條例》作出監護而成為「官方看管」人士，其離世屬「需呈報」個案，社會福利署於6月18日根據《死因裁判條例》（第504章）第4條通知警方前往養和醫院調查，跑馬地分警區上午派員到場，於證實死因無可疑後，將事件交由雜項調查隊跟進。南豐於同日晚以陳廷驊外孫女張添珞的名義發出聲明，證實集團創辦人陳廷驊於上周六病逝，死訊遲了兩天才公布。翌日陳廷驊的遺體按既定程序，送往公眾殮房，由法醫剖屍檢驗死因，下午5時由家屬委託殯儀館從域多利亞公眾殮房領回，由靈車舁送香港殯儀館辦理後事。
陳廷驊的喪禮在香港殯儀館舉行，於6月27日設靈、翌日出殯。

## 生前逸事
陳廷驊在香港商界特立独行，性格孤僻，晚年以素食为主，尤不食牛肉。少有朋友。而香港傳媒业巨子邵逸夫是陈的知心朋友和同乡。陈信奉佛教净土宗，曾巨资资助佛学研究以求往生。

## 外部連結
- 陳廷驊：直鉤取物，雁行無痕 （页面存档备份，存于）
- 《生財有道行善無痕 - 陳廷驊》 （页面存档备份，存于）
- 香港中文大學新聞稿:陳廷驊博士 （页面存档备份，存于）
- 《新财富》“华商100富人榜” （页面存档备份，存于）